# 4e corps de cavalerie (Grande Armée)
Le 4e corps de cavalerie de la Grande Armée fut une formation militaire française du Premier Empire, en service durant les guerres napoléoniennes de 1812 à 1815. Ce corps fut mis sur pied par Napoléon en prévision de la campagne de Russie et combattit à la bataille de la Moskova sous les ordres du général Victor de Fay de Latour-Maubourg. Au cours de la guerre de la Sixième Coalition en 1813, le général de division François Étienne Kellermann prit le commandement du corps, alors entièrement composé d'unités polonaises, et le dirigea à la bataille de Leipzig. Pendant les Cent-Jours en 1815, Napoléon reconstitua le corps et nomma à sa tête le général de division Jean-Baptiste Milhaud. Formées exclusivement de régiments de cuirassiers, les deux divisions de cavalerie chargèrent aux batailles de Ligny et de Waterloo.

## Historique

### 1812
Au début de la campagne de Russie, le 4e corps de cavalerie compte 7 964 cavaliers répartis en 40 escadrons et 24 pièces d'artillerie. Le corps est placé sous les ordres du général de division Victor de Fay de Latour-Maubourg et organisé en deux divisions commandées par les généraux Aleksander Rożniecki et Jean Thomas Guillaume Lorge. La 4e division de cavalerie légère de Rożniecki est formée de Polonais alors que la 7e division de grosse cavalerie de Lorge est composée de Polonais, des Saxons et des Westphaliens. Le 4e corps de cavalerie est attaché à l'armée auxiliaire du roi Jérôme Bonaparte qui comprend aussi trois corps d'infanterie. Le 9 juillet 1812, la brigade du général Casimir Turno (900 hommes) de la division Rożniecki est défaite par 4 500 cosaques du général Matveï Platov à Karelichy. Les 3e, 15e et 16e lanciers perdent 356 tués, blessés ou prisonniers. Le lendemain, près du village de Mir, 1 600 soldats de la division Rożniecki sont malmenés une nouvelle fois par un corps russe de 5 000 hommes composé de cosaques et d'unités de l'armée régulière. Du côté polonais, les 2e, 3e, 9e, 11e, 15e et 16e lanciers sont engagés. Les Russes perdent 180 hommes alors que les pertes polonaises ne sont pas connues.

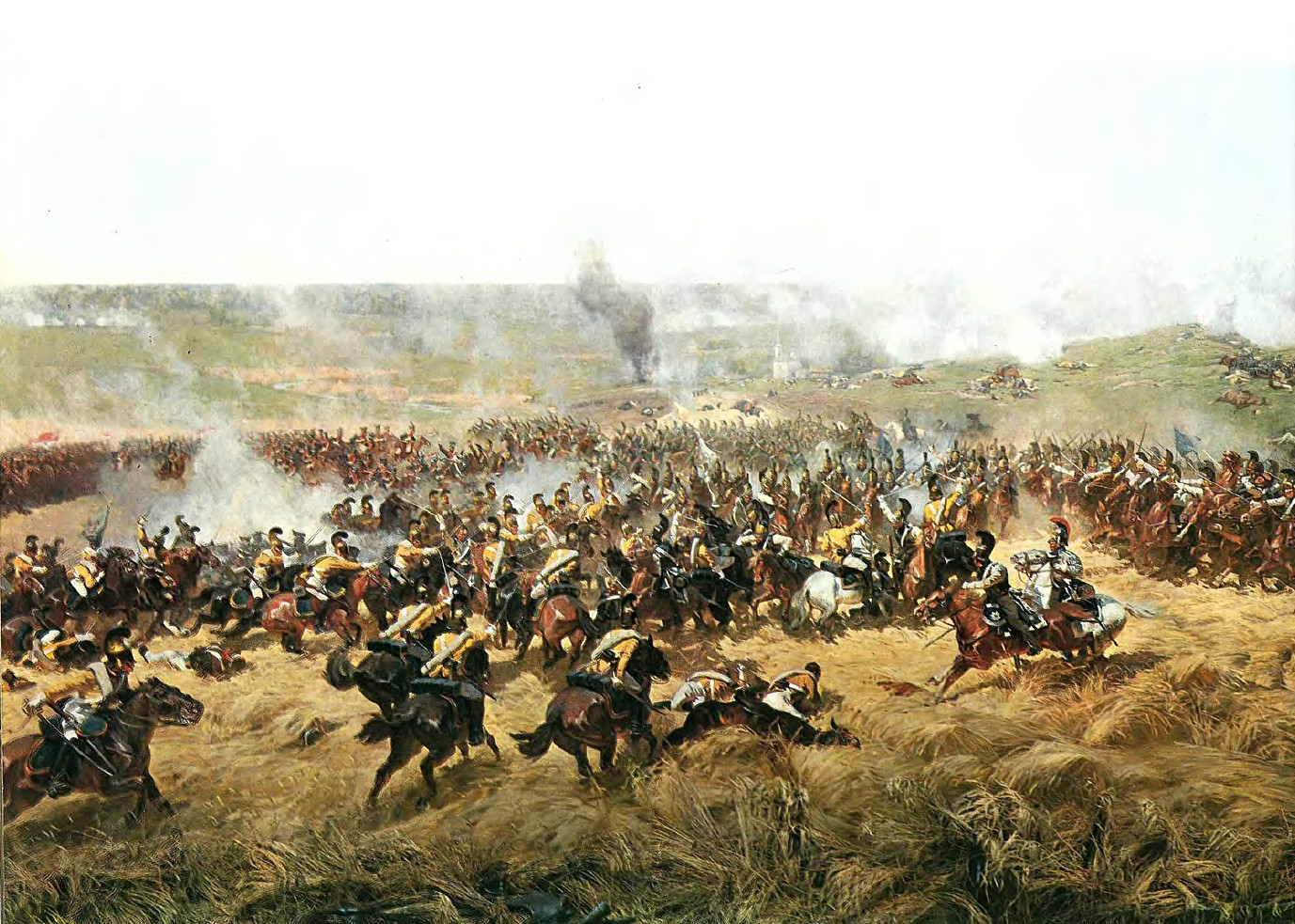
Charge des gardes du corps saxons contre les cuirassiers de la Garde russe à la Moskova. Détail du Panorama de Borodino par Franz Roubaud.

Le 4e corps de cavalerie prend part à la bataille de la Moskova le 7 septembre 1812. Ce jour-là, la 4e division de cavalerie légère déploie trois régiments de lanciers polonais appuyés par deux batteries d'artillerie à cheval polonaises. La 7e division de grosse cavalerie aligne quant à elle cinq régiments de cuirassiers — deux saxons, deux westphaliens et un polonais — soutenus par deux batteries montées, une saxonne et l'autre westphalienne. L'assaut final contre la Grande Redoute a lieu à 2 h de l'après-midi. Le prince Eugène de Beauharnais attaque frontalement la position avec trois divisions d'infanterie tandis que le 3e corps de cavalerie progresse sur la gauche et les 2e et 4e corps de cavalerie sur la droite. Les cavaliers déployés sur l'aile droite dépassent rapidement l'infanterie en marche et obliquent en direction du côté gauche de la redoute. D'après le témoignage du colonel des cuirassiers saxons de Zastrow, le général Latour-Maubourg dirige la manœuvre avec habileté : piétinant les cadavres des combats précédents, les cuirassiers de Lorge débouchent les premiers dans la redoute. Quelques cavaliers se fraient un passage à travers les embrasures pendant que d'autres refluent vers l'arrière. Massée à l'intérieur de la Grande Redoute, l'infanterie russe s'accroche au terrain et un combat acharné s'engage entre cavaliers et fantassins. La position est finalement enlevée de front par l'infanterie française et ses derniers défenseurs sont massacrés.
Après l'entrée des troupes françaises à Moscou, la cavalerie du maréchal Joachim Murat est chargée de surveiller le campement de l'armée russe à proximité de Taroutino. Forcés de bivouaquer en plein air, les hommes et les chevaux tombent malades et succombent en grand nombre : à la mi-octobre, le général Thielmann rapporte que la brigade de cavalerie saxonne n'aligne plus que 50 chevaux. En piteux état, le 4e corps de cavalerie se distingue encore sous les ordres de Latour-Maubourg à la bataille de Krasnoï le 16 novembre 1812, où il contient les attaques répétées des cavaliers russes et des cosaques, ce qui permet au gros des troupes de poursuivre sa retraite sur la route principale. À ce date, la plupart des unités françaises ont été purement et simplement anéanties.

### 1813-1814

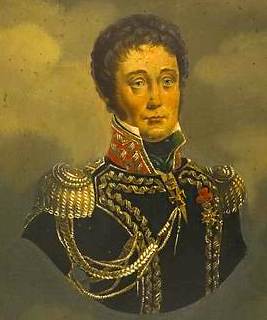
Le général Michel Sokolnicki, commandant la 7e division de cavalerie légère polonaise.

Au moment où l'armistice de l'été 1813 arrive à expiration, le 4e corps de cavalerie totalise 3 923 cavaliers en 24 escadrons ainsi que 12 pièces d'artillerie attachées. Pour commander cette formation, Napoléon fait appel au général François Étienne Kellermann. Au cours des opérations menées au printemps, l'armée polonaise du prince Joseph-Antoine Poniatowski s'est retrouvée isolée dans le secteur de Varsovie. Avec l'accord des Alliés, les Polonais ont néanmoins pu rejoindre les forces de Napoléon en Saxe, mouvement qui présente, du point de vue de leurs adversaires, l'avantage de libérer un grand nombre de troupes qui auraient dû autrement combattre les Polonais. Ces derniers obtiennent la permission de traverser l'Autriche, alors territoire neutre. Pendant ce temps, le 4e corps de cavalerie reçoit l'ordre de se réunir à Bautzen avec le 1er corps du général Dominique René Vandamme. Au total, 37 000 hommes (dont 5 000 cavaliers) et 88 canons se concentrent à Bautzen. Le 27 septembre 1813, le 4e corps de cavalerie et le 8e corps de Poniatowski stationnent à Waldheim. À cette période, l'effectif du corps est d'environ 3 000 sabres et 12 canons. 
Le 14 octobre, 8 550 cavaliers appartenant aux 4e et 5e corps de cavalerie, à la division Berckheim du 1er corps de cavalerie et au 14e régiment de cuirassiers polonais engagent les forces alliées à Liebertwolkwitz. En dépit de la bonne contenance des Français, les masses déployées par Murat sont repoussées par seulement 5 570 cavaliers coalisés et le combat se solde par un échec. Selon l'historien Francis Loraine Petre, le corps de Kellermann ne compte que 1 800 soldats lors de cet affrontement. Lorsque la bataille de Leipzig commence le 16 octobre, le 4e corps de cavalerie est positionné juste derrière les troupes de Poniatowski. Il se compose alors des 7e et 8e divisions de cavalerie légère commandées respectivement par les généraux Michel Sokolnicki et Antoni Pawel. Chaque division est forte de deux brigades comprenant chacune deux régiments, soit quatre régiments par division dont trois de uhlans et un de hussards. Toutes les unités du 4e corps de cavalerie sont polonaises à l'exception d'une des deux batteries d'artillerie à cheval servie par des artilleurs français. Au cours de la retraite ordonnée par Napoléon le 19 octobre, les cavaliers de Kellermann ont pour mission d'accompagner la Garde impériale et plusieurs autres unités.

### 1815
Durant les Cent-Jours, Napoléon reconstitue le 4e corps de cavalerie qu'il confie au général Jean-Baptiste Milhaud. Les deux divisions du corps sont menées par Pierre Wathier de Saint-Alphonse et Jacques-Antoine-Adrien Delort. Chaque division est forte de deux brigades comprenant chacune deux régiments de cuirassiers. Lors de la campagne de Belgique de 1815, le 4e corps de cavalerie est formé des 1er, 4e, 5e, 6e, 7e, 9e, 10e et 12e régiments de cuirassiers. Son effectif est de 2 556 sabres, 313 artilleurs et 12 canons à l'ouverture des hostilités.
Le corps participe le 16 juin à la bataille de Ligny, où seuls les 6e, 9e et 10e cuirassiers sont engagés. À 19 h, Napoléon lance la Garde impériale à l'assaut des lignes prussiennes, soutenue par les cavaliers de Milhaud. Face à la percée réalisée par les Français, le maréchal Gebhard von Blücher dirige personnellement la contre-attaque de sa cavalerie. Ses hommes sont toutefois repoussés et le cheval de Blücher est tué sous lui. À au moins deux reprises, les cuirassiers français passent à proximité du commandant en chef prussien coincé sous sa monture, mais ils ne le reconnaissent pas et ce dernier est finalement secouru par un officier de son état-major.
Lors de la bataille de Waterloo le 18 juin, les deux divisions de Milhaud et la cavalerie légère de la Garde prennent position sur le flanc droit, derrière le 1er corps. À 13 h 30, l'Empereur ordonne au général Jean-Baptiste Drouet d'Erlon d'attaquer le dispositif britannique avec l'appui de la brigade de cuirassiers du général Étienne Jacques Travers de Jever. Ces cavaliers bardés de fer tombent en chemin sur le bataillon hanovrien de Lünebourg déployé en ligne derrière la Haie-Sainte et le taillent en pièces. Peu après, les cuirassiers sont eux-mêmes chargés et mis en déroute par la Household Cavalry britannique. Plus tard dans la journée, le maréchal Ney demande à Milhaud de faire charger une ses brigades de cuirassiers sur l'armée britannique, qu'il croit en retraite. Par erreur, c'est toute la division Delort qui se précipite sur les lignes adverses, suivie par le reste du 4e corps de cavalerie et par la cavalerie légère de la Garde. Malgré l'absence de soutien, les cavaliers français se jettent sur les carrés d'infanterie, les canons et la cavalerie britanniques mais ils sont refoulés. De nouvelles charges — tout aussi vaines que la précédente — ont lieu, auxquelles se joignent bientôt le 3e corps de cavalerie et la cavalerie lourde de la Garde, sans plus de succès. À 18 h, la réserve de cavalerie française a cessé d'exister en tant que force opérationnelle.